# Weisslahnbad

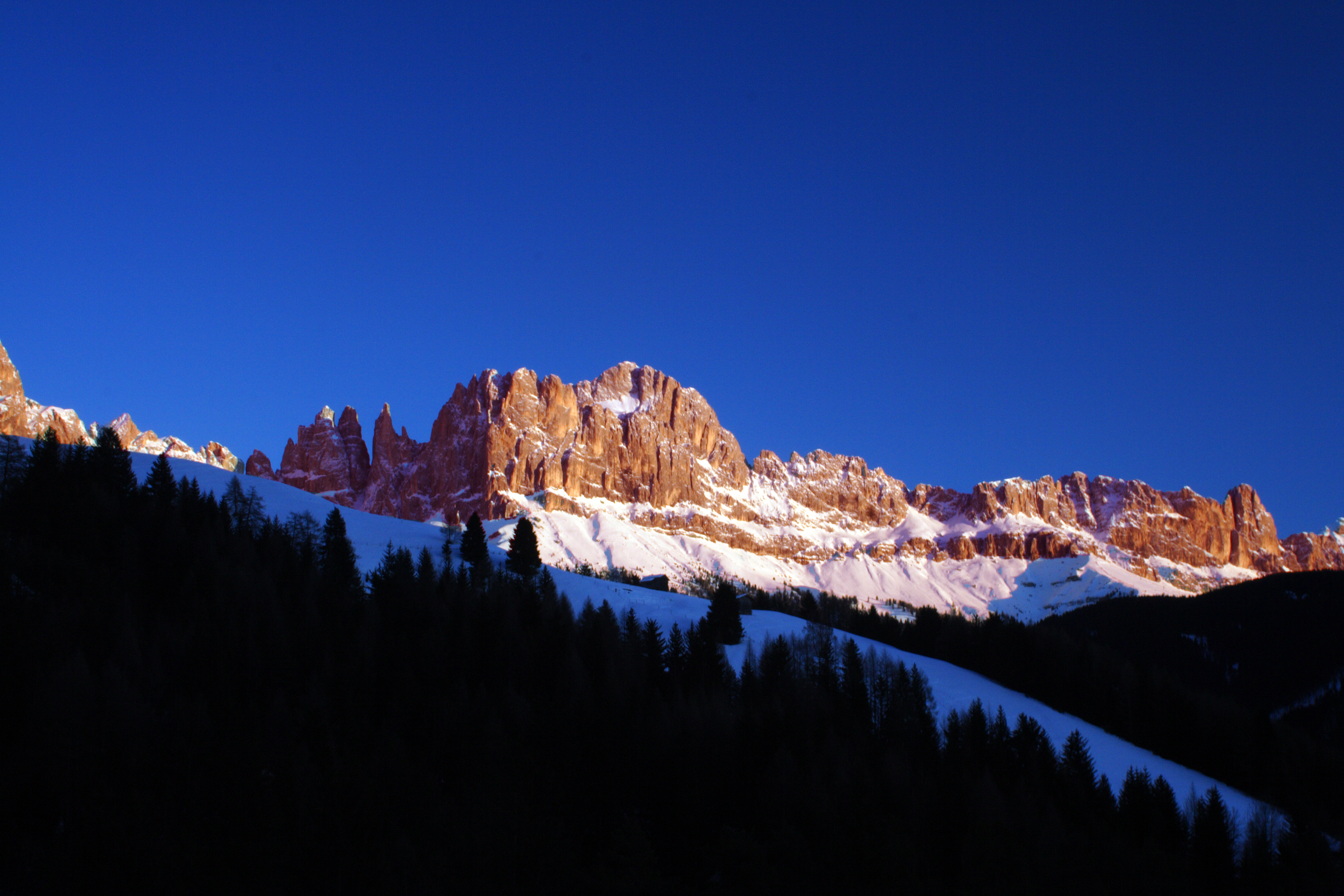
Rosengarten von Weisslahnbad aus gesehen

Weisslahnbad (italienisch Lavina Bianca) ist ein Ortsteil der Gemeinde Tiers in Südtirol, liegt ca. 3 km vom Tierser Ortskern entfernt, oberhalb von St.  Zyprian auf etwa 1200 m Höhe im Tierser Tal, direkt am Naturpark Schlern-Rosengarten.
Der Name Weisslahn rührt von einem Steinbruch, aus dem noch heute weißer Schotter gewonnen wird. Im Jahre 1811 wurde in unmittelbarer Nähe erstmals ein Badegasthaus erbaut, das sich später zu einem bekannten Urlaubsziel für Kurgäste und Sommerfrischler entwickelte, daher wohl der Namenszusatz -bad.
In Weisslahnbad am Eingang des Tschamintales befindet sich ein Naturparkhaus mit einer 400 Jahre alten wasserbetriebenen Venezianer-Säge.
Heute ist Weisslahnbad ein beliebter Ausgangspunkt für zahlreiche Ausflüge und Bergtouren, etwa durch das Tschamintal in die Schlern- und Rosengartengruppe.
Koordinaten: 46° 29′ N, 11° 33′ O